# Yodonguio
Yodonguio är en ort i Mexiko.   Den ligger i kommunen Asunción Nochixtlán och delstaten Oaxaca, i den sydöstra delen av landet, 300 km sydost om huvudstaden Mexico City. Yodonguio ligger 2 100 meter över havet och antalet invånare är 110.
Terrängen runt Yodonguio är kuperad österut, men västerut är den platt. Runt Yodonguio är det glesbefolkat, med 20 invånare per kvadratkilometer. Närmaste större samhälle är Asunción Nochixtlán, 1,8 km nordväst om Yodonguio. Trakten runt Yodonguio består i huvudsak av gräsmarker.